# Pauoa (Hawái)
Pauoa es un área no incorporada ubicada en el condado de Honolulu en el estado estadounidense de Hawái.

## Geografía
Pauoa se encuentra ubicado en las coordenadas 21°20′20″N 157°49′39″O / 21.33889, -157.82750.